# Consejo Nacional (Italia)
El Consejo Nacional (en italiano: Consulta Nazionale) fue una asamblea legislativa provisional no elegida establecida en el Reino de Italia después del final de la Segunda Guerra Mundial. Cumplió las funciones del parlamento hasta que se pudieran celebrar elecciones regulares. Primero se sentó el 25 de septiembre de 1945 y se disolvió después de las elecciones nacionales del 2 de junio de 1946, que formaron la primera Asamblea Constituyente de Italia.

## Historia
El Decreto Legislativo n. 146 del 5 de abril de 1945 estableció el Consejo Nacional, declarando que su propósito era dar opiniones y soluciones sobre problemas generales y sobre medidas legislativas promovidas por el gobierno italiano. El gobierno se vio obligado a escuchar la opinión del Consejo sobre ciertos asuntos, como el presupuesto estatal, los impuestos y las leyes electorales.
El Consejo, dividido en 10 comisiones, ratificó, entre otras leyes, el decreto legislativo que asignaba a un referéndum popular la elección entre monarquía y república. También ratificó una ley que permitió el sufragio universal por primera vez en la historia italiana. El Consejo aprobó también un sistema electoral basado en la representación proporcional, con circunscripciones de varios miembros. 
Entre el 25 de septiembre de 1945 y el 9 de marzo de 1946, el Consejo Nacional se reunió un total de 40 veces, pero algunas comisiones funcionaron hasta el 10 de mayo. Después de las elecciones generales y el referéndum de 1946, se proclamó la república. Después de la formación de la Asamblea Constituyente, el Consejo fue finalmente abolido el 24 de junio de 1946.

## Presidente
|  | Titular                  | Inicio                   | Final              | Duración | Partido                      |
|  | ------------------------ | ------------------------ | ------------------ | -------- | ---------------------------- |
|  | Carlo Sforza (1872-1952) | 25 de septiembre de 1945 | 1 de junio de 1946 | 103 días | Partido Republicano Italiano |